# Hofstätten an der Raab
Hofstätten an der Raab est une commune autrichienne du district de Weiz en Styrie.